# Achter de Rug
Achter de Rug was een humoristische televisieprogramma op VIER van productiehuis Woestijnvis, gepresenteerd door Sven De Leijer en Élodie Ouédraogo.  In dit programma kregen BV's te horen wat hun beste vrienden zoal achter hun rug te vertellen hadden over hen. Het eerste seizoen werd uitgezonden in 2015. In 2016 volgde er een tweede seizoen.

## Concept
In Achter de Rug waren elke week twee BV's de centrale gasten.  Zij werden toegesproken door een aantal zorgvuldig uitgekozen vrienden van hen, en moesten daarbij lijdzaam de beledigingen en genante anekdotes ondergaan. Als ze dat tot het einde volhielden ging er €2000 naar het goede doel.  Op het einde van de aflevering kregen ze beiden de kans om nog even de puntjes op de i te zetten.
Het format van dit programma was vagelijk gebaseerd op het concept van Comedy Central Roast, waar een centrale gast op ironische wijze wordt beledigd en/of geëerd.

## Afleveringen

### Seizoen 1
| Afl. | Uitzenddatum  | Centrale gasten                    |
| ---- | ------------- | ---------------------------------- |
| 1    | 21 april 2015 | Daniël Termont en Philippe Geubels |
| 2    | 28 april 2015 | Bart De Wever en Pat Krimson       |
| 3    | 5 mei 2015    | Walter Grootaers en Marc Coucke    |
| 4    | 12 mei 2015   | Gert Verhulst en Meyrem Almaci     |
| 5    | 19 mei 2015   | Jan Verheyen en Jelle Cleymans     |
| 6    | 26 mei 2015   | Lieven Scheire en Urbanus          |

### Seizoen 2
| Afl. | Uitzenddatum  | Centrale gasten                       |
| ---- | ------------- | ------------------------------------- |
| 1    | 15 maart 2016 | Regi Penxten en Karen Damen           |
| 2    | 29 maart 2016 | Jan Peumans en Otto-Jan Ham           |
| 3    | 5 april 2016  | Erik Van Looy en Eline De Munck       |
| 4    | 12 april 2016 | Jacques Vermeire en Stan Van Samang   |
| 5    | 19 april 2016 | Bart Peeters en Steven Van Herreweghe |
| 6    | 26 april 2016 | Gilles De Coster en Adil El Arbi      |
| 7    | 3 mei 2016    | Luc Caals en Peter Van de Veire       |
| 8    | 10 mei 2016   | Martin Heylen en Tanja Dexters        |